# Легион смерти (Словения)
Легион смерти (словен. Legija smrti) — вооружённое формирование словенских коллаборационистов, существовавшее в годы Второй мировой войны.

## Состав легиона
Легион появился летом 1942 года. Официально он состоял из трёх батальонов, в которых служили преимущественно бывшие словенские четники. Базировался легион в Нижней Крайне. В каждом из трёх батальонов было около 250 человек. Первым батальоном командовал сербский капитан Добриволе «Изток» Василевич, отряд которого базировался в Польхокрайских Доломитах (близ Полхова-Градца). Вторым батальоном руководил Милан Краньич, его отряд базировался в Брезовице при Любляне. Третий батальон базировался близ Сухора, и чётники из этого отряда вели борьбу в горах Жумберака. К октябрю 1942 года легион насчитывал 1731 солдата (665 в первом батальоне, 650 во втором и 416 в третьем). В составе легиона находились также пропагандисты, которых поддерживали Римско-католическая церковь, а также итальянские фашисты.

## Разгром легиона
Легион как таковой вёл борьбу с югославскими антифашистами, однако он же и был разгромлен словенскими коммунистами. 27 ноября 1942 близ Сухора ночью третий батальон был атакован антифашистами: 5-й словенской ударной бригадой «Иван Чанкар» и 13-й хорватской бригадой из Западнодоленского отряда. 91 легионер был убит, а партизаны потеряли лишь 16 человек. В плен попал глава первого батальона легионеров Добриволе Василевич, который был казнён за сотрудничество с оккупантами.
Это поражение стало началом распада легиона. В 1943 году итальянские войска капитулировали и вышли из войны. Хотя немецкие войска обороняли Италию от войск союзников, итальянцы больше не поддерживали словенских легионеров. Руководитель остатков легиона, Вук Рупник (сын словенского коллаборациониста Леона Рупника), распустил отряд. Выжившие солдаты вступили в Словенское домобранство, где и служили до конца войны.